# Hans-Joachim von Merkatz

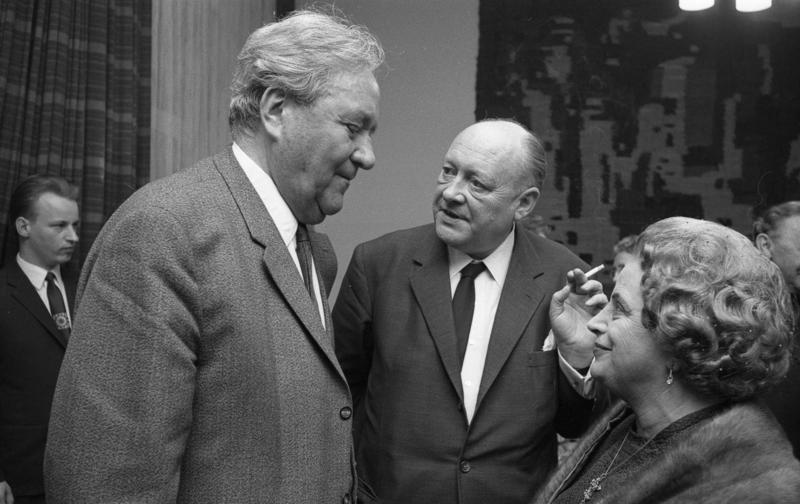
Hans-Joachim von Merkatz (links)

Hans-Joachim von Merkatz (Stargard in Pommeren, 7 juli 1905 - Bonn, 25 februari 1982) was een Duits politicus.

## Biografie

### Achtergrond, opleiding en vroege carrière
Von Merkatz werd geboren in het destijds Duitse Stargard, provincie Pommeren. Hij stamde uit een adellijke familie. Zijn vader was Benno von Merkatz (1879-1915) en zijn moeder was Amely Schneider (1884-1966). 
Von Merkatz volgde een opleiding aan de landbouwschool en studeerde daarna rechten (1928-1934). In 1934 promoveerde hij als doctor in de rechten aan de Universiteit van Jena op het proefschrift Politische Entwicklung und rechtliche Gestaltung der Ministerverantwortlichkeit'. Vanaf 1935 werkte hij als adviseur publiek- en volkenrecht op het Keizer Wilhelm Instituut (Kaiser-Wilhelm-Institut) in Berlijn. Nadien was hij van 1938 tot het einde van de Tweede Wereldoorlog secretaris-generaal van het Ibero-Amerikaanse Instituut (Ibero-Amerikänische-Institut) in Berlijn. Vanaf 1946 werkte hij als specialist voor het Instituut van Ruimtelijke Ordening en Landsplanning in Hannover.

### Politieke carrière
Von Merkatz werd na de Tweede Wereldoorlog lid van de conservatieve Duitse Partij (Deutsche Partei). In 1949 leidde hij de fusieonderhandelingen namens de DP met de Duitse Conservatieve Partij - Duitse Rijkspartij (Deutsche Konservative Partei - Deutsche Reichspartei) en de Nationaal-Democratische Partij (Nationaldemokratische Partei), die op last van het Britse bezettingsautoriteiten moesten worden afgebroken. In 1952 werd hij lid van het Directorium (dat wil zeggen bestuur) van de partij en in 1955 vicevoorzitter. Von Merkatz behoorde tot de monarchistische vleugel van de partij.
Van 1949 tot 1962 was hij lid van de Bondsdag (Bundestag). Van 1953 tot 1955 was hij voorzitter van de DP-fractie in de Bondsdag. Als Bondsdaglid verzette hij zich in 1950 scherp tegen de oprichting van de Bundesamt für Verfassungsschutz (Federale Organisatie voor de Bescherming van de Burgers), de binnenlandse veiligheidsdienst, omdat hij vreesde voor de aantasting van de burgerlijke vrijheden. Van 16 juli 1952 tot 19 maart 1958 was Von Merkatz lid van het Europees Parlement.
In 1960 stapte Von Merkatz, zoals meer van zijn fractiegenoten, van de DP over naar de CDU.

### Minister
In 1949, na de eerste Bondsdagverkiezingen, werd Von Merkatz medewerker van de staatssecretaris voor Bondsdagaangelegenheden. Op 8 juni 1955 werd hij bondsminister voor Bondsdagaangelegenheden (vanaf 1957: bondsminister voor Bondsdagaangelegenheden en deelstaataangelegenheden) in het kabinet-Adenauer en bleef dit tot december 1962. 
Na zijn ministerschap was Von Merkatz van 1964 tot 1968 lid van de Uitvoerende Raad van de UNESCO.
Von Merkatz was een groot aanhanger van de Pan-Europese gedachte. Van 1964 tot 1965 was hij president van het Europese Documentatie en Informatiecentrum (CEDI). In 1967 volgde hij Richard Graf von Coudenhove-Kalergi op als president van de Internationale Pan-Europese Unie.

## Honorair Professoraat
- Hon. Prof Universiteit van Bonn - 1966

## Werken
- Die Parteien in ihrer heutigen verfassungspolitischen Bedeutung, in: Zeitschrift für ausländisches öffentliches Recht und Völkerrecht, 1958, deel 1, blzn. 249 tot 268.
- Das Parteiwesen in Deutschland, in: Die Politische Meinung, 1959, deel 32, blzn. 43 tot 54.
- Regiert die Lobby? Parlament, Regierung und Interessenverbände. In: Emil Hübner, Heinrich Oberreuter, Heinz Rausch (hoofdred.): Der Bundestag von innen gesehen. München 1969. S. 196–206.
- Völkerwanderung heute, Bielefeld, 1971.
- Aus Trümmern werden Fundamente. Vertriebene-Flüchtlinge-Aussiedler - Drei Jahrzehnte Integration, Düsseldorf, 1979.